# 澳門—北韓關係
澳門與朝鮮關係（：／ Mak'ao-Chosŏn Kwan-gye */?）指的是中華人民共和國澳門特別行政區與朝鮮民主主義人民共和國的雙邊關係。

## 歷史
朝鮮民主主義人民共和國自澳葡政府時期起，在澳門設有情報工作站作為對東南亞的海外聯絡之用，其在澳門的事務主要通過朝光贸易公司進行。朝光公司設在澳门士多纽拜斯大马路上的友贤大厦，从1974年起承担了朝鲜駐澳门总领事馆的角色，並为朝鲜进口紧缺物资。
朝鮮勞動黨前總書記金正日長子、現任領導人金正恩的長兄金正男，生前曾經居住於澳門。
朝鮮曾於1972年裡，從澳門綁架兩名女子，分別為蘇妙珍與孔令罌，兩人原為葡京酒店大豐珠寶金行的售貨員，被假扮日本人的朝鮮特工綁架，教授朝鮮間諜粵語，同時也從澳門綁架一名泰國女子Anocha Panjoy，三人仍滯留於朝鮮至今。

## 經貿及文化關係
早年北韓國營航空高麗航空曾有平壤直飛澳門的航班。澳博等公司在平壤的國際級飯店開設賭場，並有受到何鴻燊的投資。
朝鮮民主主義人民共和國曾在澳門開設餐廳，名叫「海富花園餐廳」，現已停業。
2005年，美國財政部指稱澳門滙業銀行協助北韓洗錢、流通偽鈔，但該銀行全盤否认。